# Oncopole de Toulouse
 (août 2019).
Le campus de cancérologie de Toulouse, Oncopole, est un pôle de recherche sur le cancer à dimension européenne. Situé dans le sud de Toulouse, au sein du quartier de Lafourguette, sur le site symbolique de l'explosion de l'usine AZF en 2001, le campus accueille des acteurs privés et publics dans le but d'harmoniser leur recherche pour la lutte contre le cancer.
Le campus est aménagé par la Toulouse Métropole, en partenariat avec le conseil général de la Haute-Garonne, le conseil régional Midi-Pyrénées, l'État et l'Europe ; il est l'œuvre de l'architecte Yann Padlewski de l'agence d'architecture Jean-Paul Viguier.

## Historique

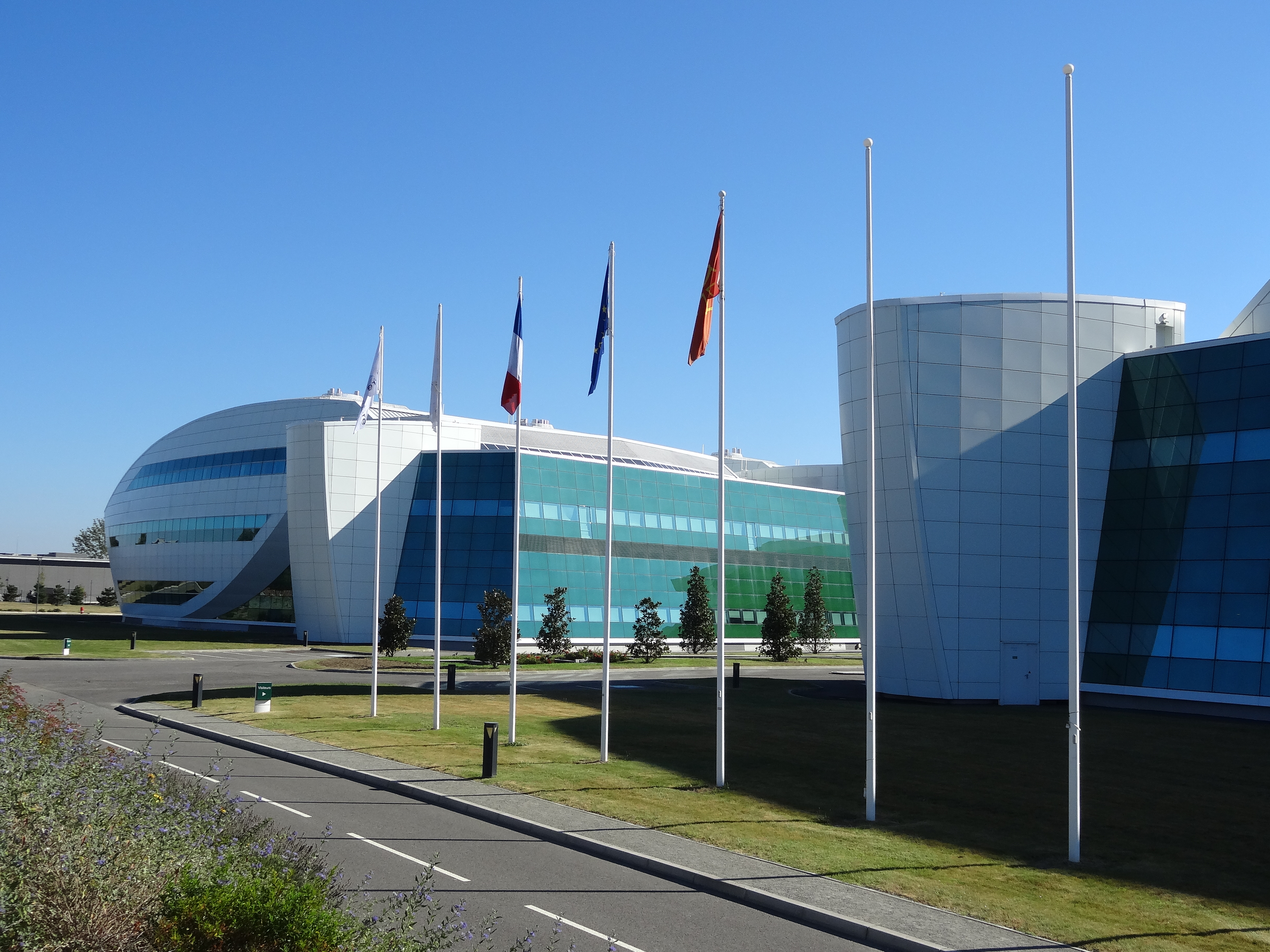
Centre de Recherche Pierre Fabre

Le centre Pierre Potier est inauguré le 18 novembre 2009 et la maison commune ouvre ses portes en octobre de la même année.
Le 5 mai 2014, l'institut universitaire du Cancer Toulouse Oncopole accueille ses premiers patients.
En septembre 2014, le centre de recherche du cancer de Toulouse commence l'accueil de ses premières équipes. Le 10 octobre 2014 a lieu l'inauguration de l'Institut universitaire du cancer de Toulouse Oncopole (IUCT Oncopole) et du centre de recherche du cancer de Toulouse.
En octobre 2015 sont lancées des études pour la création de l'aérotram reliant l'Oncopole à Rangueil.
L'année 2015 marque la création de l'institut universitaire du cancer.
Début 2020, l'institut des cellules souches adultes et de la régénération (INCERE) est inauguré.

## Accès
Le site est accessible avec les transports en commun de Toulouse, Tisséo lignes L5 1325152. Le téléphérique de Toulouse Téléo à la station Oncopole - Lise Enjalbert, qui à ouvert en mai 2022, dessert également le site.
La gare de Gallieni-Cancéropôle est située à quelques centaines de mètres du site.
Début mars 2021 une expérimentation d'une navette électrique sans chauffeur sur le campus de l'Oncopole été lancée, entre l'IUCT-Oncopole et les parkings, en supplément des navettes thermiques actuelles,,.

## Parcelles du site
- Le site s'étend sur 220 hectares :
  - 78 hectares de l'ancienne usine AZF
  - 142 hectares de terrains du ministère de la défense
- 65 hectares supports du développement économique, clinique et scientifique
- un programme immobilier de près de 300 000 m2
- 30 hectares pour le parc public
- plus de 100 hectares en zone verte (bord de Garonne)

## Gouvernance et partenaires
Le Pr Jean-Pierre Delord a été nommé le 31 mars 2020, pour une durée de 5 ans, directeur général de l'institut Claudius Régaud et administrateur du GCS Institut Universitaire du Cancer Toulouse Oncopole (IUCT-O).
L’association Oncopole de Toulouse a été présidée par les différents présidents de Toulouse Métropole Philippe Douste Blazy, Pierre Cohen, et Jean-Luc Moudenc, et dirigée par Benjamin Gandouet.
Ses missions ont été transférées le 1er janvier 2015 au sein de Toulouse Métropole qui s'est vu confiée par les membres du campus la charge de l’animation et de la promotion de l'Oncopole.
Outre les membres fondateurs que sont Toulouse Métropole, les laboratoires Pierre Fabre, Sanofi-Aventis et l’Agence régionale de santé, l'Oncopole compte parmi ses partenaires le conseil général de la Haute-Garonne, la Région Midi-Pyrénées, l’État et l’Europe.

## Cinq pôles

### Institut universitaire du cancer Toulouse Oncopole: IUCT-Oncopole

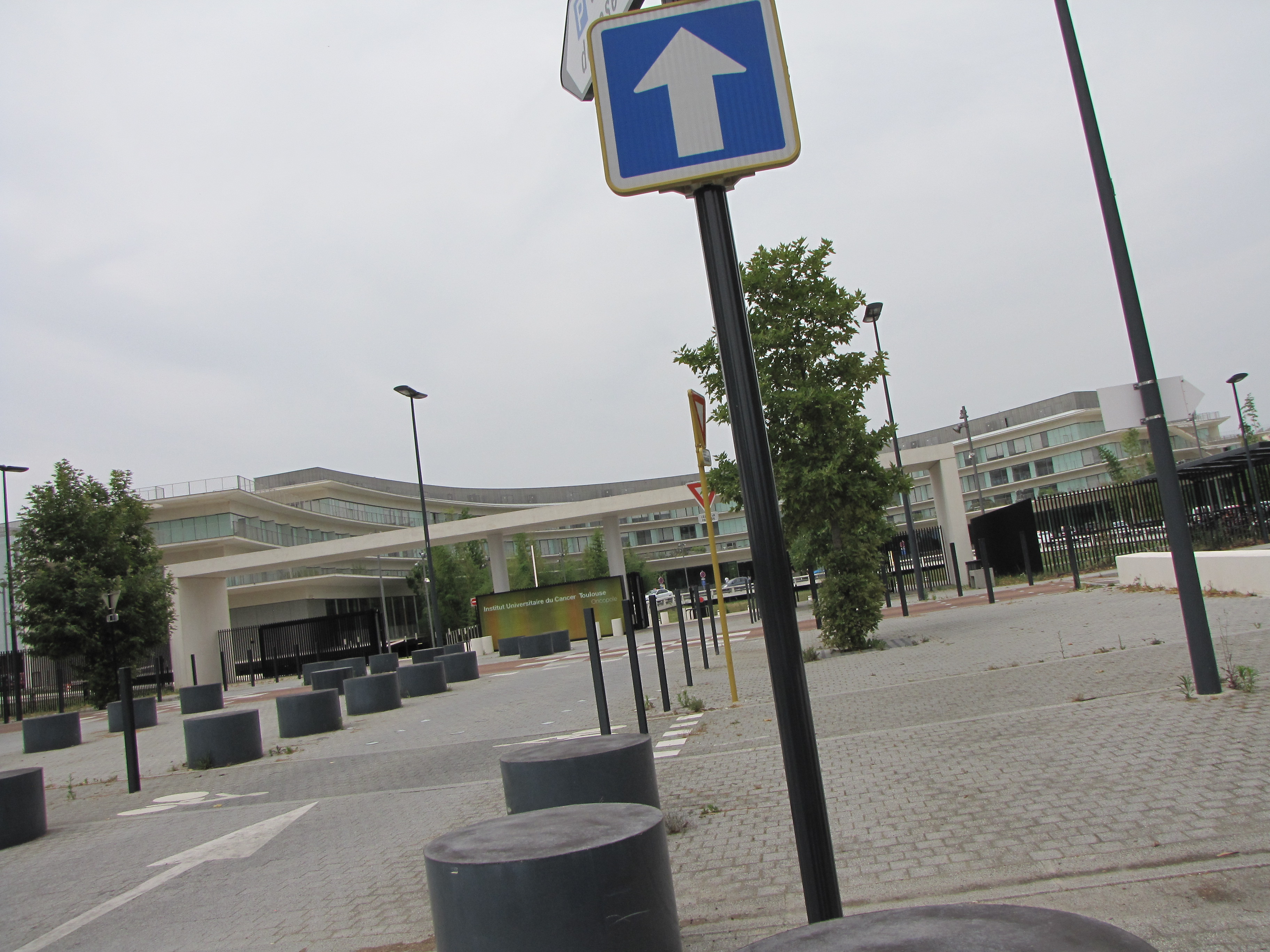
Entrée de l'Institut universitaire du cancer Toulouse Oncopole

L'Institut universitaire du cancer de Toulouse Oncopole a été créé en partenariat avec le CHU de Toulouse, l’institut Claudius-Regaud, les cliniques privées, les centres hospitaliers généraux, le réseau Oncomip, l’Établissement français du sang et l’université Paul-Sabatier. Depuis mai 2014, il regroupe l'institut Claudius-Regaud et certains services d'oncologie du CHU de Toulouse. Il a été inauguré le 10 octobre 2014 par le Premier ministre Manuel Valls.
L'architecte du bâtiment est Jean-Paul Viguier.
L’institut représente 300 millions d’euros d’investissement, 1 200 professionnels de la santé, 312 lits et places, 97 salles de consultation, sept blocs opératoires, dix plateaux techniques, un plateau technique de radiothérapie de sept salles, 65 000 m2 de surface au sol, 269 places de parking, 44 150 m2 d'espaces verts, 104 788 tonnes de béton et métal, soit un peu plus de 14 tour Eiffel.

### Recherche publique
Le pôle de recherche publique regroupe les principales équipes de recherche concernées sur Toulouse de l'Institut national de la santé et de la recherche médicale (INSERM), du Centre national de la recherche scientifique (CNRS) et du monde universitaire représenté par le centre hospitalier universitaire (CHU) de Toulouse ainsi que les universités et écoles au premier rang desquelles l'université Paul-Sabatier (UT III), sur près de 10 000 m2 de laboratoires.

### Recherche privée

#### Sanofi
Sanofi, présent sur le site depuis 1965, comptait en 2009 700 collaborateurs au sein du Centre de recherche Sanofi-Aventis  basé sur le site de Langlade, dont 200 chercheurs. Mais en 2013 une réorganisation sociale s'est réalisée.[pas clair]

### Pôle Innovation et Valorisation
Ce pôle est constitué du centre Pierre-Potier qui est un hôtel à projets du nom Institut des sciences et industries du vivant et de l'environnement (ITAV) et d’une pépinière d’entreprise dédiée aux nouvelles entreprises du secteur des sciences du vivant. Cet ensemble se trouve dans un bâtiment de 5 000 m2 installé sur le site depuis le 15 septembre 2009.

### Formation
La formation aux métiers des sciences du vivant du campus. Elle est portée notamment par les facultés de médecine et les universités de Toulouse (notamment l'université Paul-Sabatier Toulouse III), ainsi que les grandes écoles comme l'Institut national des sciences appliquées (INSA), l'Institut national de polytechnique de Toulouse (INPT), l'École des mines d'Albi-Carmaux, l'École nationale vétérinaire de Toulouse (ENVT), l'École d'Ingénieurs de Purpan (EIP, anciennement ESAP : École supérieure d'agriculture de Purpan), l'Institut Claudius Regaud, l'IUT informatique et systèmes de santé (Castres) ou encore du Centre d'étude et de formation hospitalière (Cahors).

## Autres activités sur le site
- Institut des médias avancés de Toulouse formations dédiées aux médias.